# Wan Smolbag
Wan Smolbag est un groupe théâtral ni-Vanuatu contemporain, fondé en 1989 à Port-Vila. 
Le nom signifie « un petit sac » en bichelamar. Il évoque la possibilité pour le groupe d'être très mobile, et de se déplacer avec tout son nécessaire théâtral dans « un petit sac ».

## Description
Wan Smolbag écrit et met en scène des pièces de théâtre, en anglais et en bichelamar, dont les thèmes abordent des problématiques contemporaines concrètes, telles que l'impact du mode de vie sur la santé, la violence contre les femmes, les droits des citoyens en démocratie, ou encore l'environnement. Ce théâtre a une vocation explicitement éducative, et certaines pièces informent les spectateurs sur la prévention face à la malaria et au SIDA, ou à la protection face aux cyclones tropicaux. Wan Smolbag se produit en tournées dans le Pacifique Sud, y compris dans des villages et des communautés reculées, et certaines de ses pièces circulent en vidéo dans la région, à des fins éducatives. Lors de mises en scène, les acteurs s'arrêtent parfois pour demander aux spectateurs quelle serait, à leurs yeux, la meilleure conduite à suivre pour les personnages, encourageant ainsi une réflexion pratique sur les thèmes abordés. Le groupe a reçu, au cours des années, un soutien financier de la part de diverses organisations caritatives étrangères, et de diverses organisations membres des Nations unies.
L'une de ses pièces, en 2005, River Play, fut une coproduction avec le groupe théâtral Haulua, et vise à informer les spectateurs au sujet de la préservation des rivières face aux menaces de pollution et à l'exploitation excessive des ressources fluviales. Les mises en scène, dans les communautés concernées, furent suivies de discussions avec les spectateurs.
Selon Peter Walker, directeur du groupe, le thème abordé le plus souvent par Wan Smolbag est la santé reproductive et la prévention face aux maladies sexuellement transmissibles. Pour sa part, Wan Smol Bag Kids, un groupe composé d'acteurs enfants, met en scène des pièces pour spectateurs enfants, et aborde des thèmes de santé tels l'hygiène dentaire.

## Historique
La première pièce, mise en scène en mars 1989, aborde des problèmes de santé liés à la consommation d'eau non potable. Le groupe s'inspira d'un groupe théâtral zambien, Kanyama. En juin, Wan Smolbag aborda le thème du SIDA, quatorze ans avant que le premier cas de malade du SIDA ne soit reconnu au Vanuatu. En novembre, l'association caritative australienne Community Aid Abroad (devenue par la suite Oxfam Australia) finance le groupe, permettant à quatre acteurs de s'y consacrer pleinement. Wan Smolbag devient le premier groupe théâtral professionnel au Vanuatu.
En décembre 1991, Pierre Licht, l'un des fondateurs du groupe (et son seul membre francophone) est tué dans un accident de voiture.
Début 1992, en manque de financement, le groupe reçoit le soutien d'Air Vanuatu et d'agences touristiques pour des spectacles en Australie et en Nouvelle-Zélande. Il s'agit alors de mises en scène puisant dans l'histoire du Vanuatu, et adaptées à des fins touristiques. Cette même année, la pièce Like Any Other Lovers devient la première pièce du groupe diffusée en vidéo, avec le financement de la Communauté du Pacifique Sud. Le groupe représente également le Vanuatu lors du Festival des Arts du Pacifique, festival international annuel qui, en 1992, se tient à Rarotonga, aux Îles Cook.
En 1993, Wan Smolbag reçoit une aide financière du Department for International Development britannique, et se produit en tournée en août aux États fédérés de Micronésie. En octobre, il joue sa pièce Street Kids dans le cadre d'une conférence sur les droits de l'enfant organisée par la Communauté du Pacifique Sud et par l'UNICEF.
En mai 1994, le groupe acquiert un bâtiment permanent, Wan Smolbag Haos, à Port-Vila (« la maison du petit sac »). En septembre, des groupes Wan Smolbag s'établissent également de manière permanente sur les îles d'Ambrym et de Pentecôte. De décembre 1994 à mars 1995, Wan Smolbag travaille avec un groupe d'enfants non scolarisés, qui produisent ensuite leur propre pièce, Rod Blong Go Long Skul (La route vers l'école). En 1995, une pièce au sujet des tortues et des menaces écologiques dont elles sont les victimes au Vanuatu donne lieu à la création de groupes se chargeant de surveiller l'évolution de leur situation.
La première moitié de l'année 1996 est consacrée principalement à la préparation de la pièce Things We Don’t Talk About (Ces choses dont on ne parle pas), au sujet de la condition des personnes handicapées. La même année, toutefois, le groupe produit son premier long-métrage en vidéo, Kasis Road, au sujet du chômage des jeunes et de la grossesse adolescente. Le film fut diffusé à la télévision dans plusieurs pays de la région. En novembre, le groupe est en tournée dans plusieurs pays polynésiens, avec le financement du Programme environnemental régional du Pacifique.
En 1998, le bâtiment du théâtre se dote en annexe d'une clinique consacrée à la santé reproductive. La clinique sera reconnue par le Commonwealth Youth Programme en 2003. Le groupe ouvre une seconde clinique en 2005, à Luganville, en coordination avec le gouvernement. En 2006, il ouvre un centre d'apprentissage à une cuisine nutritionnelle, avec l'aide de l'Agence japonaise de coopération internationale, de l'agence gouvernementale australienne pour le développement international (AusAID), et de l'Agence néo-zélandaise pour le développement international (NZAID). En 1998 également, Wan Smolbag produit Vot long Pati Ia, une vidéo au sujet de la corruption, et des droits et des responsabilités des citoyens. La vidéo fut par la suite diffusée par des organisations citoyennes en Papouasie-Nouvelle-Guinée en amont des élections législatives de 2007.
En février 1999, Wan Smolbag met en scène la pièce Coming Home, au sujet du SIDA, aux Fidji. En novembre, le groupe publie Drama in Reproductive Health, un manuel d'éducation au sujet de la santé reproductive, diffusé par le Fonds des Nations unies pour la population aux Kiribati, puis dans d'autres pays de la région. Le manuel sera suivi d'un second, Drama in Environmental Education, au sujet de la sensibilisation aux problématiques de l'environnement.
En 2001, avec l'aide d'Oxfam New Zealand, Wan Smolbag fonde son propre studio radio. Il diffuse un Famili Blong Serah (La famille de Serah), un soap opera, à raison d'un épisode par semaine. Il diffuse également des documentaires destinés à promouvoir la bonne gouvernance, avec le financement de la Communauté européenne. Famili Blong Serah sera par la suite également diffusé par d'autres radios dans la région, telles Radio East New Britain en Papouasie-Nouvelle-Guinée (où la langue tok pisin est suffisamment proche du bichelamar pour rendre la série compréhensible).
Le groupe produit, en octobre 2002, son second long métrage, A Piece of Land. Celui-ci est diffusé au cinéma à Port-Vila. En 2003, le film est diffusé à l'Université nationale australienne et au Parlement d'Australie. Il est également diffusé au Festival international du film de Brisbane et au Festival international du film de Hawaii.
En décembre 2002, le magazine Islands Business remet le titre annuel de « Personnalité du Pacifique de l’année » à Wan Smolbag, à titre collectif et en avril 2004, le groupe met en scène, Solid Sistas, l'une de ses plus longues pièces, une comédie musicale promouvant les droits des femmes. La pièce est jouée à nouveau en 2005.
En août 2004, Wan Smolbag ouvre un centre de jeunesse sur l'île de Pentecôte, destiné en premier lieu à orienter les jeunes de milieu rural attirés par la ville, où sévit le chômage. En septembre 2004, avec l'aide d'NZAID, agence du gouvernement néo-zélandais pour le développement, le groupe produit en vidéo la pièce Eniwan I Luk Rose, informant les ni-Vanuatu du projet de certains hommes politiques visant à restreindre la migration vers les villes.
Wan Smolbag publie en juin 2006, Are We Better Off Today?, livret destiné à un usage scolaire, soulevant des questions liées à l'environnement.
La seconde moitié de l'année 2006 est essentiellement consacrée à la préparation d'une série télévisée en dix épisodes, Love Patrol, financée par AusAID. La série vise à éduquer les spectateurs au sujet du SIDA, par le biais d'un soap opera. Il s'agit de la première série télévisée produite dans un pays des îles du Pacifique. Elle est diffusée à partir de 2007 à la télévision ni-Vanuatu, fidjienne et salomonaise, puis dans d'autres pays également. En 2008, Wan Smolbag se lance dans la préparation d'une seconde saison.
En août 2007, la pièce Las Kad répond aux émeutes inter-ethniques qui ont fait trois morts au début de l'année. En mars 2009, le groupe se lance dans la production d'une nouvelle pièce, 40 Days.
En juillet 2011, le gouvernement du Vanuatu demande à Wan Smolbag de préparer une pièce de théâtre sur le thème du harcelement sexuel, afin notamment d'expliquer à la population les dispositions de la nouvelle loi de Protection familiale (Family Protection Act). La pièce sera financée par le gouvernement à hauteur d'environ € 5 000.